# Atletica leggera ai Giochi della XXIV Olimpiade - 1500 metri piani maschili

Video della Finale (telecronaca in inglese)

Video della Finale (telecronaca in spagnolo)

I 1500 metri piani hanno fatto parte del programma maschile di atletica leggera ai Giochi della XXIV Olimpiade. La competizione si è svolta nei giorni 29 settembre-1º ottobre 1988 allo Stadio olimpico di Seul.

## Pre-gara
| Primatista mondiale   | 3'29"46 | Saïd Aouita | Presente |
| Primatista stagionale | 3'30"95 | Steve Cram  | Presente |

1. ↑  Record stabilito nel 1985.

## Presenze ed assenze dei campioni in carica
| Competizione        | Atleta         | Prestazione | Seul 1988  |
| ------------------- | -------------- | ----------- | ---------- |
| Olimpiadi 1984      | Sebastian Coe  | 3'32”53     | Non selez. |
| Commonwealth 1986   | Steve Cram     | 3'50”87     | Presente   |
| Goodwill Games 1986 | Pavel Jakovlev | 3'39”86     | Assente    |
| Europei 1986        | Steve Cram     | 3'41”09     | Presente   |
| Asiatici 1986       | Shuji Oshida   | 3'43”88     | Assente    |
| Panamericani 1987   | Joaquim Cruz   | 3'47”34     | Presente   |
| Africani 1987       | Sisa Kirati    | 3'39”40     | Non selez. |
| Mondiali 1987       | Abdi Bile      | 3'36”80     | Assente    |

## La gara
Il primatista mondiale, Saïd Aouita, sofferente per uno stiramento, rinuncia a correre le semifinali. La gara perde un sicuro protagonista.

In finale, il keniota Peter Rono (non è parente di Henri), sferra il suo attacco quando mancano ancora due giri alla fine. Stacca gli inseguitori e non si fa più riprendere.

Per la conquista del secondo posto scatta una volata a tre: prevale l'inglese Peter Elliott che vince l'argento, Jens-Peter Herold (Germania Est) prende il bronzo mentre rimane giù dal podio Steve Cram, uno dei favoriti e quindi il grande sconfitto della gara.
A soli 21 anni e 62 giorni, Peter Rono è il più giovane campione olimpico dei 1500 metri.

## Risultati

### Turni eliminatori
| 4 Batterie   | 29 settembre | 60 partenti su 68 iscritti | Si qualificano i primi 5 + i 6 migliori tempi. |
| 2 Semifinali | 30 settembre | 13 + 13                    | Si qualificano i primi 5 + i 2 migliori tempi. |
| Finale       | 1º ottobre   | 12 concorrenti             |                                                |

## Batteria
Giovedì 29 settembre 1988.

### 1ª Batteria
| Posizione | Corsia | Nome                     | Nazionalità   | Tempo   | Note                          |
| --------- | ------ | ------------------------ | ------------- | ------- | ----------------------------- |
| 1         | -      | Steve Cram               | Gran Bretagna | 3'40"89 | Q                             |
| 2         | -      | Steve Scott              | Stati Uniti   | 3'41"57 | Q                             |
| 3         | -      | Remi Geoffroy            | Francia       | 3'41"68 | Q                             |
| 4         | -      | Joseph Chesire           | Kenya         | 3'41"72 | Q                             |
| 5         | -      | Gennaro Di Napoli        | Italia        | 3'41"85 | Q                             |
| 6         | -      | Marcus O'Sullivan        | Irlanda       | 3'42"01 | q                             |
| 7         | -      | Ari Suhonen              | Finlandia     | 3'43"61 |                               |
| 8         | -      | José Barbosa             | Brasile       | 3'44"46 |                               |
| 9         | -      | Branko Zorko             | Jugoslavia    | 3'45"52 |                               |
| 10        | -      | Michael Watson           | Bermuda       | 3'46"49 |                               |
| 11        | -      | Melford Homela           | Zimbabwe      | 3'47"38 | Miglior prestazione personale |
| 12        | -      | Hoche Yaye Aden          | Gibuti        | 3'51"56 |                               |
| 13        | -      | Eugenio Katombi          | Angola        | 3'54"25 |                               |
| 14        | -      | Modupe-D.A. Jonah        | Sierra Leone  | 3'55"15 |                               |
| 15        | -      | Mohamed EL M Ouid Khayar | Mauritania    | 4'12"18 |                               |

### 2ª Batteria
| Posizione | Corsia | Nome                   | Nazionalità        | Tempo   | Note                          |
| --------- | ------ | ---------------------- | ------------------ | ------- | ----------------------------- |
| 1         | -      | Kipkoech Cheruiyot     | Kenya              | 3'39"98 | Q                             |
| 2         | -      | Mark Deady             | Stati Uniti        | 3'41"91 | Q                             |
| 3         | -      | Mogens D Guldberg      | Danimarca          | 3'42"01 | Q                             |
| 4         | -      | Saïd Aouita            | Marocco            | 3'42"18 | Q                             |
| 5         | -      | Mário Silva            | Portogallo         | 3'42"24 | Q                             |
| 6         | -      | Markus Rapp            | Svizzera           | 3'42"64 |                               |
| 7         | -      | David Campbell         | Canada             | 3'42"97 |                               |
| 8         | -      | Mohamed Suleiman       | Qatar              | 3'44"43 | [ 2 ]                         |
| 9         | -      | Xiuquan Duan           | Cina               | 3'44"88 |                               |
| 10        | -      | Patrick Scammell       | Australia          | 3'45"21 | [ 3 ]                         |
| 11        | -      | Jama Mohamed Aden      | Somalia            | 3'49"84 |                               |
| 12        | -      | Ramon Lopez            | Paraguay           | 3'53"31 |                               |
| 13        | -      | Kenneth Dzekedzeke     | Malawi             | 4'02"61 |                               |
| 14        | -      | Bernardo Elonga-Molico | Guinea Equatoriale | 4'16"40 | Miglior prestazione personale |
| -         | -      | Nimely Twegbe          | Liberia            | dns     |                               |

### 3ª Batteria
| Posizione | Corsia | Nome               | Nazionalità        | Tempo   | Note |
| --------- | ------ | ------------------ | ------------------ | ------- | ---- |
| 1         | -      | Peter Rono         | Kenya              | 3'37"65 | Q    |
| 2         | -      | Jeff Atkinson      | Stati Uniti        | 3'38"33 | Q    |
| 3         | -      | Peter Elliott      | Gran Bretagna      | 3'38"60 | Q    |
| 4         | -      | Markus Hacksteiner | Svizzera           | 3'39"05 | Q    |
| 5         | -      | Mostafa Lachal     | Marocco            | 3'39"20 | Q    |
| 6         | -      | Rachid Kram        | Algeria            | 3'39"90 | q    |
| 7         | -      | Joaquim Cruz       | Brasile            | 3'40"92 | q    |
| 8         | -      | Mbiganyi Thee      | Botswana           | 3'41"97 | q    |
| 9         | -      | Spyros Spyrou      | Cipro              | 3'42"32 | q    |
| 10        | -      | Gerry O'Reilly     | Irlanda            | 3'43"23 |      |
| 11        | -      | Jin-Saeng Cho      | Corea del Sud      | 3'45"63 |      |
| 12        | -      | Jan Kubista        | Cecoslovacchia     | 3'46"41 |      |
| 13        | -      | Moses Khan         | Figi               | 4'03"20 |      |
| 14        | -      | Awad Saleh         | Yemen del Nord     | 4'03"86 |      |
| 15        | -      | John D'Siguria     | Papua Nuova Guinea | 4'07"04 |      |

### 4ª Batteria
| Posizione | Corsia | Nome                 | Nazionalità       | Tempo   | Note                          |
| --------- | ------ | -------------------- | ----------------- | ------- | ----------------------------- |
| 1         | -      | Jens-Peter Herold    | Germania Est      | 3'40"87 | Q                             |
| 2         | -      | Hans Kulker          | Paesi Bassi       | 3'40"90 | Q                             |
| 3         | -      | Steve Crabb          | Gran Bretagna     | 3'41"12 | Q                             |
| 4         | -      | Peter Wirz           | Svizzera          | 3'41"26 | Q                             |
| 5         | -      | Omer Khalifa         | Sudan             | 3'41"46 | Q                             |
| 6         | -      | Abdelmajide Moncif   | Marocco           | 3'41"73 | q                             |
| 7         | -      | Mahmoud Kalboussi    | Tunisia           | 3'43"72 |                               |
| 8         | -      | Dale Jones           | Antigua e Barbuda | 3'51"22 | Miglior prestazione personale |
| 9         | -      | Hameed Al Dousari    | Arabia Saudita    | 3'51"53 |                               |
| 10        | -      | Eulucane Ndagijimana | Ruanda            | 3'51"61 |                               |
| 11        | -      | Josep Graells        | Andorra           | 3'52"68 | Miglior prestazione personale |
| 12        | -      | Zeki Ozturk          | Turchia           | 3'54"26 |                               |
| 13        | -      | Douglas Consiglio    | Canada            | 3'55"31 |                               |
| 14        | -      | Seid Gayaple         | Ciad              | 3'58"46 |                               |
| 15        | -      | Hari Bahadur Rokaya  | Nepal             | 4'01"17 |                               |

## Semifinali
Venerdì 30 settembre 1988.

### 1ª semifinale
| Posizione | Nome               | Nazionalità   | Tempo   | Note |
| --------- | ------------------ | ------------- | ------- | ---- |
| 1         | Kipkoech Cheruiyot | Kenya         | 3'38"09 | Q    |
| 2         | Steve Cram         | Gran Bretagna | 3'38"30 | Q    |
| 3         | Peter Elliott      | Gran Bretagna | 3'38"56 | Q    |
| 4         | Hans Kulker        | Paesi Bassi   | 3'39"06 | Q    |
| 5         | Jeff Atkinson      | Stati Uniti   | 3'39"12 | Q    |
| 6         | Joseph Chesire     | Kenya         | 3'39"17 | q    |
| 7         | Mogens D Guldberg  | Danimarca     | 3'39"86 |      |
| 8         | Remi Geoffroy      | Francia       | 3'40"96 |      |
| 9         | Rachid Kram        | Algeria       | 3'41"39 |      |
| 10        | Spyros Spyrou      | Cipro         | 3'43"49 |      |
| -         | Abdelmajide Moncif | Marocco       | dnf     |      |
| -         | Peter Wirz         | Svizzera      | dnf     |      |
| -         | Joaquim Cruz       | Brasile       | dq      |      |

### 2ª semifinale
| Posizione | Nome               | Nazionalità   | Tempo   | Note |
| --------- | ------------------ | ------------- | ------- | ---- |
| 1         | Steve Scott        | Stati Uniti   | 3'38"20 | Q    |
| 2         | Peter Rono         | Kenya         | 3'38"25 | Q    |
| 3         | Omer Khalifa       | Sudan         | 3'38"40 | Q    |
| 4         | Mário Silva        | Portogallo    | 3'38"58 | Q    |
| 5         | Jens-Peter Herold  | Germania Est  | 3'38"59 | Q    |
| 6         | Marcus O'Sullivan  | Irlanda       | 3'47"98 | q    |
| 7         | Markus Hacksteiner | Svizzera      | 3'47"99 |      |
| 8         | Mark Deady         | Stati Uniti   | 3'48"03 |      |
| 9         | Steve Crabb        | Gran Bretagna | 3'51"60 |      |
| 10        | Spyros Spyrou      | Cipro         | 3'43"49 |      |
| 11        | Mbiganyi Thee      | Botswana      | 4'01"92 |      |
| 12        | Gennaro Di Napoli  | Italia        | 4'12"79 |      |
| 13        | Mostafa Lachal     | Marocco       | 4'15"94 |      |
| -         | Saïd Aouita        | Marocco       | dns     |      |

## Finale
| Record mondiale      | Saïd Aouita   | 3'29"46 | Stoccolma   | 2 luglio 1984  |
| Record olimpico      | Sebastian Coe | 3'32"53 | Los Angeles | 11 agosto 1984 |
| Capolista stagionale | Steve Cram    | 3'30"95 | Bruxelles   | 19 agosto 1988 |

Sabato 1º ottobre 1988, Stadio olimpico di Seul.
| Pos. | Corsia | Atleta             | Età | Nazione       | Tempo   | Note                          |
| ---- | ------ | ------------------ | --- | ------------- | ------- | ----------------------------- |
|      | -      | Peter Rono         | 21  | Kenya         | 3'35”96 | Miglior prestazione personale |
|      | -      | Peter Elliott      | 25  | Gran Bretagna | 3'36”15 |                               |
|      | -      | Jens-Peter Herold  | 23  | Germania Est  | 3'36”21 |                               |
| 4    | -      | Steve Cram         | 28  | Gran Bretagna | 3'36”24 |                               |
| 5    | -      | Steve Scott        | 32  | Stati Uniti   | 3'36"99 |                               |
| 6    | -      | Hans Kulker        | 29  | Paesi Bassi   | 3'37”08 |                               |
| 7    | -      | Kipkoech Cheruiyot | 23  | Kenya         | 3'37"94 | Miglior prestazione personale |
| 8    | -      | Marcus O'Sullivan  | 26  | Irlanda       | 3'38”39 |                               |
| 9    | -      | Mário Silva        | 29  | Portogallo    | 3'38”77 | Miglior prestazione personale |
| 10   | -      | Jeff Atkinson      | 25  | Stati Uniti   | 3'40”80 |                               |
| 11   | -      | Joseph Chesire     | 30  | Kenya         | 3'40”82 |                               |
| 12   | -      | Omer Khalifa       | 31  | Sudan         | 3'41”07 |                               |